# مانينغ كلارك
مانينغ كلارك (3 مارس 1915 بملبورن في أستراليا - 23 مايو 1991 في أستراليا) (بالإنجليزية: Manning Clark)‏ هو مؤرخ ولاعب كريكت أسترالي.

## وصلات خارجية
- مانينغ كلارك على موقع إن إن دي بي (الإنجليزية)

- مانينغ كلارك على موقع إي آس بي آن كريك إنفو (الإنجليزية)